# Birgit Däwes
Birgit Däwes (* in Frankfurt am Main) ist eine deutsche Amerikanistin.

## Leben
Sie studierte Amerikanistik, Anglistik und Germanistik an der Universität Mainz (2000 Magistra Artium), der National University of Ireland, Galway und dem Middlebury College. Von 2000 bis 2011 war sie wissenschaftliche Mitarbeiterin an der Universität Würzburg, 2003 auch Fulbright Fellow am Institute for Training and Development des Amherst College.
Nach der Promotion 2006 in Amerikanistik in Würzburg war sie 2007/2008 Visiting Professor an der Sun-Yat-sen-Nationaluniversität. Von 2011 bis 2013 war sie Juniorprofessorin für Native American Studies in Mainz. Nach der Habilitation 2012 an der Universität Würzburg lehrte sie von 2014 bis 2015 als Professorin für Amerikanistik am Institut für Amerikanistik und Anglistik der Universität Wien. Seit 2015 ist sie Professorin für Amerikanistik an der Universität Flensburg. Seit 2019 ist sie gemeinsam mit Carmen Birkle Herausgeberin der Zeitschrift Amerikastudien / American Studies.
Ihre Forschungsschwerpunkte sind Native American und First Nations Studies (insbesondere USA und Kanada), Transnational American Studies, Surveillance Studies, kulturelles Gedächtnis / Erinnerungskulturen (insbesondere zu 9/11), zeitgenössische US-amerikanische Romane, Filme und TV-Serien, Pandemic Fiction sowie nordamerikanisches Drama und Theater.
Für ihre Dissertation erhielt sie 2007 den Dissertationspreis der Bayerischen Amerika-Akademie. Ihre Studie zu Ground Zero Fiction: History, Memory, and Representation in the American 9/11 Novel wurde 2012 mit dem American Studies Network Book Prize der European Association of American Studies ausgezeichnet.

## Schriften (Auswahl)
- Native North American Theater in a Global Age. Sites of Identity Construction and Transdifference. Heidelberg 2007, ISBN 3-8253-5277-3.
- Ground Zero Fiction. History, Memory, and Representation in the American 9/11 Novel. Heidelberg 2011, ISBN 3-8253-5930-1.
- als Herausgeberin: Indigenous North American Drama. A Multivocal History. Albany 2013, ISBN 1-4384-4660-8.
- als Herausgeberin mit Karsten Fitz und Sabine N. Meyer: Twenty-First Century Perspectives on Indigenous Studies. Native North America in (Trans)Motion. London 2015, ISBN 978-1-138-86029-2.
- als Herausgeberin mit Alexandra Hauke: Native American Survivance, Memory, and Futurity: The Gerald Vizenor Continuum. New York 2016, ISBN 978-1-138-21175-9.
- als Herausgeberin mit Dunja Mohr: Radical Planes? 9/11 and Patterns of Continuity. Amsterdam 2016, ISBN 978-90-04-31841-0.